# Telmatoscopus flebilis
Telmatoscopus flebilis är en tvåvingeart som beskrevs av Quate 1967. Telmatoscopus flebilis ingår i släktet Telmatoscopus och familjen fjärilsmyggor. Inga underarter finns listade i Catalogue of Life.